# Big Brother (Francia)

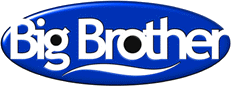

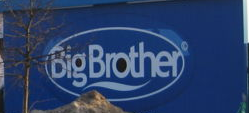

Versión francesa del reality show Gran hermano.

## Primera edición (26/04/2001-05/07/2001)
El 26 de mayo de 2001 comenzó la primera edición de Gran hermano en Francia bajo el nombre de Loft Story. 

### Concursantes
| Concursante  | Duración                | Información             |
| ------------ | ----------------------- | ----------------------- |
| David        | 26/04/2001 - 01/05/2001 | Abandonó                |
| Delphine     | 26/04/2001 - 06/05/2001 | Abandonó                |
| Aziz         | 26/04/2001 - 10/05/2001 | 1º expulsado            |
| Kenza        | 26/04/2001 - 17/05/2001 | 2° expulsada            |
| Steevy       | 26/04/2001 - 21/05/2001 | 3° expulsado            |
| Julie        | 26/04/2001 - 31/05/2001 | 4º expulsada            |
| Philippe     | 26/04/2001 - 07/06/2001 | 5° expulsado            |
| Kimy         | 07/05/2001 - 14/06/2001 | 6° expulsada (suplente) |
| Fabrice      | 03/05/2001 - 21/06/2001 | 7° expulsado (suplente) |
| Laure        | 26/04/2001 - 05/07/2001 | 3ª finalista            |
| Jean-Edouard | 26/04/2001 - 05/07/2001 | 2ª finalista            |
| Loana        | 26/04/2001 - 05/07/2001 | Ganadora                |
| Christophe   | 26/04/2001 - 05/07/2001 | Ganador                 |

## Segunda edición (11/04/2002 - 04/07/2002)
Después del éxito de la primera edición de Big Brother en Francia, comienza la segunda edición: el 11 de abril de 2002, bajo el nombre de Loft Story.

### Concursantes
| Concursante | Duración                | Información             |
| ----------- | ----------------------- | ----------------------- |
| Marlène     | 11/04/2002 - 17/04/2002 | Abandonó                |
| Julia       | 11/04/2002 - 02/05/2002 | 1º expulsada            |
| William     | 11/04/2002 - 09/05/2002 | 2° expulsado            |
| Lesly       | 11/04/2002 - 16/05/2002 | 3° expulsada            |
| Félicien    | 11/04/2002 - 23/05/2002 | 4° expulsado            |
| Lauryne     | 18/04/2002 - 30/05/2002 | 5º expulsada (suplente) |
| Romain      | 25/04/2002 - 06/06/2002 | 6° expulsado            |
| Sandra      | 18/04/2002 - 13/06/2002 | 7° expulsada            |
| Kamel       | 11/04/2002 - 20/06/2002 | 8° expulsado            |
| Angela      | 11/04/2002 - 04/07/2002 | 3ª finalista            |
| David       | 11/04/2002 - 04/07/2002 | 2ª finalista            |
| Karine      | 11/04/2002 - 04/07/2002 | Ganadora                |
| Thomas      | 11/04/2002 - 04/07/2002 | Ganador                 |

## Tercera edición (03/05/2003 - 04/07/2003)
El 3 de mayo de 2003 comenzó la tercera edición de Gran hermano en Francia bajo el nombre de Nice People. 

### Concursantes
| Concursante | Duración                | Información   |
| ----------- | ----------------------- | ------------- |
| Raquel      | 03/05/2003 - 10/05/2003 | 1° expulsada  |
| Elena       | 03/05/2003 - 17/05/2003 | 2º expulsada  |
| Antti       | 03/05/2003 - 24/05/2003 | 3° expulsado  |
| Propser     | 03/05/2003 - 31/05/2003 | 4° expulsado  |
| Karolina    | 03/05/2003 - 07/06/2003 | 5° expulsada  |
| Nallé       | 03/05/2003 - 14/06/2003 | 6º expulsado  |
| Michael     | 03/05/2003 - 21/06/2003 | 7° expulsado  |
| Eleanor     | 03/05/2003 - 21/06/2003 | 8° expulsada  |
| Raimondo    | 03/05/2003 - 28/06/2003 | 9° expulsado  |
| Katrin      | 03/05/2003 - 28/06/2003 | 10ª expulsada |
| Helder      | 03/05/2003 - 04/07/2003 | 1ª finalista  |
| Serena      | 03/05/2003 - 04/07/2003 | Ganadora      |

## Cuarta edición (07/04/2004 - 19/06/2004)
El 7 de abril de 2004 comenzó la cuarta edición de Gran hermano en Francia bajo el nombre de Les Colocataires. 

### Concursantes
| Concursante | Duración                | Información   |
| ----------- | ----------------------- | ------------- |
| Nordine     | 07/04/2004 - 14/04/2004 | 1° expulsado  |
| Dijane      | 07/04/2004 - 14/04/2004 | 2º expulsada  |
| Lydie       | 14/04/2004 - 14/04/2004 | 3° expulsada  |
| Badice      | 07/04/2004 - 21/04/2004 | 4° expulsado  |
| Mathieu     | 14/04/2004 - 28/04/2004 | 5° expulsado  |
| Vanessa     | 07/04/2004 - 05/05/2004 | 6º expulsada  |
| François    | 21/04/2004 - 12/05/2004 | 7° expulsado  |
| Nadia       | 07/04/2004 - 19/05/2004 | 8° expulsada  |
| Gia         | 07/04/2004 - 26/05/2004 | 9° expulsado  |
| Gilles      | 07/04/2004 - 02/06/2004 | 10° expulsado |
| Carole      | 07/04/2004 - 09/06/2004 | 11° exulsada  |
| Ludovic     | 07/04/2004 - 10/06/2004 | 12° exulsado  |
| Elodie      | 07/04/2004 - 11/06/2004 | 13° exulsada  |
| Michel      | 07/04/2004 - 15/06/2004 | 14º expulsado |
| Morgane     | 07/04/2004 - 17/06/2004 | 15° expulsada |
| Jessyca     | 07/04/2004 - 19/06/2004 | 1° Finalista  |
| Jean        | 07/04/2004 - 19/06/2004 | Ganador       |

## Quinta edición (23/06/2007 - 31/08/2007)
El 23 de junio de 2007 comenzó la quinta edición de Gran hermano en Francia bajo el nombre de Secret Story. 

### Concursantes
| Concursante                              | Edad    | Duración                | Información  |
| ---------------------------------------- | ------- | ----------------------- | ------------ |
| Frédéric                                 | 38 años | 23/06/2007 - 29/06/2007 | 1º expulsado |
| Nadège                                   | 20 años | 23/06/2007 - 06/07/2007 | 2ª expulsada |
| Nicolas                                  | 24 años | 23/06/2007 - 13/07/2007 | 3º expulsado |
| Laly                                     | 26 años | 23/06/2007 - 20/07/2007 | 4ª expulsada |
| Julien                                   | 26 años | 23/06/2007 - 27/07/2007 | 5º expulsado |
| Ophélie                                  | 23 años | 23/06/2007 - 03/08/2007 | 6ª expulsada |
| Erwan                                    | 19 años | 23/06/2007 - 10/08/2007 | 7º expulsado |
| Maryline                                 | 26 años | 23/06/2007 - 17/08/2007 | 8ª expulsada |
| Gabriel                                  | 26 años | 23/06/2007 - 24/08/2007 | 9º expulsado |
| Maxime                                   | 21 años | 23/06/2007 - 31/08/2007 | 4° finalista |
| Tatiana                                  | 25 años | 23/06/2007 - 31/08/2007 | 3ª finalista |
| Xavier                                   | 29 años | 23/06/2007 - 31/08/2007 | 2º finalista |
| Johanna, Marjorie y Cyrielle (trillizas) | 23 años | 23/06/2007 - 31/08/2007 | Ganadoras    |

## Sexta edición (27/06/2008 - 05/09/2008)
El 27 de junio de 2008 comenzó la sexta edición de Gran hermano en Francia bajo el nombre de Secret Story. 

### Concursantes
| Concursante  | Edad    | Duración                | Información      |
| ------------ | ------- | ----------------------- | ---------------- |
| Marie-France | 38 años | 27/06/2008 - 30/06/2008 | Abandono forzado |
| Caroline     | 20 años | 27/06/2008 - 11/07/2008 | 1° expulsada     |
| Nathalie     | 24 años | 27/06/2008 - 17/07/2008 | Abandona         |
| Nicolas      | 26 años | 27/06/2008 - 18/07/2008 | 2° expulsado     |
| Maeva        | 26 años | 27/06/2008 - 25/07/2008 | 3° expulsada     |
| Hayder       | 23 años | 27/06/2008 - 01/08/2008 | 4º expulsado     |
| Laurent      | 19 años | 27/06/2008 - 08/08/2008 | Abandono forzado |
| Isabelle     | 26 años | 27/06/2008 - 08/08/2008 | 5° expulsada     |
| Quentin      | 26 años | 27/06/2008 - 15/08/2008 | 6° expulsado     |
| Samantha     | 21 años | 27/06/2008 - 22/08/2008 | 7° expulsada     |
| John-David   | 25 años | 27/06/2008 - 29/08/2008 | 8° expulsado     |
| Marilyn      | 29 años | 27/06/2008 - 29/08/2008 | 9° expulsada     |
| Alexandra    | 23 años | 27/06/2008 - 05/09/2008 | 3° finalista     |
| Alice        | 21 años | 27/06/2008 - 05/09/2008 | 2° finalista     |
| Cyril        | 25 años | 27/06/2008 - 05/09/2008 | 1° finalista     |
| Matthias     | 29 años | 27/06/2008 - 05/09/2008 | Ganador          |

## Séptima edición (19/06/2009 - 25/09/2009)
El 19 de junio de 2009 comenzó la séptima edición de Gran hermano en Francia bajo el nombre de Secret Story. 

### Concursantes
| Concursante     | Edad    | Duración                | Información      |
| --------------- | ------- | ----------------------- | ---------------- |
| Rosa Rachel     | 25 años | 19/06/2009 - 21/06/2009 | Abandono         |
| Daniela         | 22 años | 19/06/2009 - 26/06/2009 | 1° expulsada     |
| Martin          | 19 años | 26/06/2009 - 03/07/2009 | 2° expulsado     |
| Nicolas         | 28 años | 19/06/2009 - 17/07/2009 | 3° expulsado     |
| Léo             | 20 años | 19/06/2009 - 24/07/2009 | Abandono forzado |
| Secret Saucisse | 73 años | 24/07/2009 - 31/07/2009 | Abandono         |
| Elisabeth       | 53 años | 19/06/2009 - 31/07/2009 | 4º expulsada     |
| Romain          | 33 años | 19/06/2009 - 07/08/2009 | 5° expulsado     |
| Elise           | 25 años | 19/06/2009 - 14/08/2009 | 6° expulsada     |
| Maija           | 29 años | 19/06/2009 - 21/08/2009 | 7° expulsada     |
| Angie           | 32 años | 19/06/2009 - 28/08/2009 | 8° expulsada     |
| Kevin           | 21 años | 19/06/2009 - 04/09/2009 | 9° expulsado     |
| Vanessa         | 21 años | 19/06/2009 - 11/09/2009 | 10° expulsada    |
| François-Xavier | 20 años | 19/06/2009 - 18/09/2009 | 11° expulsado    |
| Didier          | 26 años | 19/06/2009 - 18/09/2009 | 12° expulsado    |
| Bruno           | 19 años | 19/06/2009 - 18/09/2009 | 13° expulsado    |
| Sabrina         | 19 años | 19/06/2009 - 25/09/2009 | 3° finalista     |
| Cindy           | 26 años | 19/06/2009 - 25/09/2009 | 2° finalista     |
| Jonathan        | 23 años | 19/06/2009 - 25/09/2009 | 1° finalista     |
| Emilie          | 21 años | 19/06/2009 - 25/09/2009 | Ganadora         |

## Octava edición (20/05/2010 - 15/07/2010)
El 20/05 de 2010 comenzó la octava edición de Gran hermano en Francia, bajo el nombre de Dilemme. 

### Concursantes
| Concursante  | Edad    | Duración                | Información        |
| ------------ | ------- | ----------------------- | ------------------ |
| Sarah        | 18 años | 20/05/2010 - 27/05/2010 | 1° expulsada       |
| Ophélie      | 21 años | 20/05/2010 - 29/05/2010 | Abandono           |
| Raphaël      | 25 años | 20/05/2010 - 03/06/2010 | 2° expulsado       |
| Samir        | 25 años | 20/05/2010 - 10/06/2010 | 3° expulsado       |
| Lucie-Ange   | 21 años | 20/05/2010 - 17/06/2010 | 4° expulsada       |
| Marie        | 20 años | 20/05/2010 - 24/06/2010 | 5° expulsada       |
| Alycia       | 24 años | 20/05/2010 - 01/07/2010 | 6° expulsada       |
| Anaïs        | 24 años | 20/05/2010 - 08/07/2010 | Abandonó (dilemme) |
| Cindy        | 24 años | 20/05/2010 - 08/07/2010 | 7° expulsada       |
| Florian      | 21 años | 20/05/2010 - 08/07/2010 | 8° expulsado       |
| Jason        | 23 años | 20/05/2010 - 15/07/2010 | 4° finalista       |
| Caroline     | 22 años | 20/05/2010 - 15/07/2010 | 3° finalista       |
| Jérémy       | 24 años | 20/05/2010 - 15/07/2010 | 2° finalista       |
| Kévin        | 23 años | 20/05/2010 - 15/07/2010 | 1° finalista       |
| Jean-Charles | 26 años | 20/05/2010 - 15/07/2010 | Ganador            |

## Novena edición (09/07/2010 - 22/10/2010)
El 07/09/2009 comenzó la novena edición de Gran hermano en Francia bajo el nombre de Secret Story. 

### Concursantes
| Concursante  | Edad    | Duración                | Información      |
| ------------ | ------- | ----------------------- | ---------------- |
| Laura        | 21 años | 07/07/2010 - 09/07/2010 | 1° expulsada     |
| Marion       | 20 años | 09/07/2010 - 11/07/2010 | Abandona         |
| Ahmed        | 35 años | 09/07/2010 - 16/07/2010 | Abandono forzado |
| Anthony      | 23 años | 09/07/2010 - 23/07/2010 | 2° expulsado     |
| John         | 21 años | 09/07/2010 - 30/07/2010 | 3° expulsado     |
| Coralie      | 19 años | 09/07/2010 - 06/08/2010 | 4° expulsada     |
| Julie        | 24 años | 09/07/2010 - 13/08/2010 | Abandona         |
| Alexandre    | 24 años | 09/07/2010 - 13/08/2010 | 5° expulsado     |
| Shine        | 28 años | 09/07/2010 - 20/08/2010 | 6° expulsada     |
| Robin        | 21 años | 07/07/2010 - 27/08/2010 | 7° expulsado     |
| Charlotte    | 19 años | 09/07/2010 - 03/09/2010 | 8° expulsada     |
| Maxime       | 22 años | 19/07/2010 - 10/09/2010 | 9° expulsado     |
| Chrismaëlle  | 23 años | 16/07/2010 - 17/09/2010 | 10° expulsada    |
| Amélie       | 24 años | 16/07/2010 - 01/10/2010 | 11° expulsada    |
| Thomas       | 17 años | 09/07/2010 - 08/10/2010 | 12° expulsado    |
| Anne-Krystel | 24 años | 09/07/2010 - 15/10/2010 | 13° expulsada    |
| Stéphanie    | 19 años | 09/07/2010 - 22/10/2010 | 3° finalista     |
| Bastien      | 22 años | 09/07/2010 - 22/10/2010 | 2° finalista     |
| Senna        | 20 años | 09/07/2010 - 22/10/2010 | 1° finalista     |
| Benoît       | 21 años | 07/07/2010 - 22/10/210  | Ganador          |

## Décima edición (08/07/2011)
El 08/07/2011 comenzó la décima edición de Gran hermano en Francia bajo el nombre de Secret Story.
- Datos: Q593351